# Cuautepec
Cuautepec é um município do estado de Guerrero, no México.